# 白林少年館
白林少年館（はくりんしょうねんかん）は、かつて存在した日本の図書館、出版社。

## 概要
1933年（昭和8年）に文藝春秋を退社後、犬養道子の家庭教師として東京市四谷区（現新宿区）信濃町の犬養家に出入りしていた石井桃子が犬養仲子（犬養健夫人）の薦めで元内閣総理大臣・犬養毅（木堂）が生前に使用していた書庫を提供され、友人2名と共同で1938年（昭和13年）に児童図書館・白林少年館を開館した。「白林少年館」の名称は長野県の諏訪に犬養毅が所有していた別荘の名称「白林荘」に由来する。
1940年（昭和15年）、児童書の分野にも国粋主義の波が否応なく押し寄せる社会状況に苦慮する中で「本当に子供が読みたい物」を刊行する信条を基に白林少年館出版部を創設し、同年11月にケネス・グレアム『たのしい川辺』（中野好夫訳）を刊行した。翌1941年（昭和16年）1月には石井の下訳を基に井伏鱒二が訳したヒュー・ロフティング『ドリトル先生「アフリカ行き」』が刊行されるが、時局の軍国主義化に伴い図書館は閉鎖され、出版部の活動も前記の2冊を刊行したのみで停止を余儀なくされた。

## 閉館後
終戦後の1958年（昭和33年）、石井は杉並区荻窪の自宅で新たに「かつら文庫」を開設し、現在は同文庫を設立母体の一つとする公益財団法人東京子ども図書館（中野区）が同文庫を管理している。また、白林少年館出版部が刊行した2点のイギリス文学作品は共に1950年創刊の岩波少年文庫へ収録され、現在も刊行が続けられている（『たのしい川べ』は石井の新訳版）。